# Folyóparti mocsárerdő

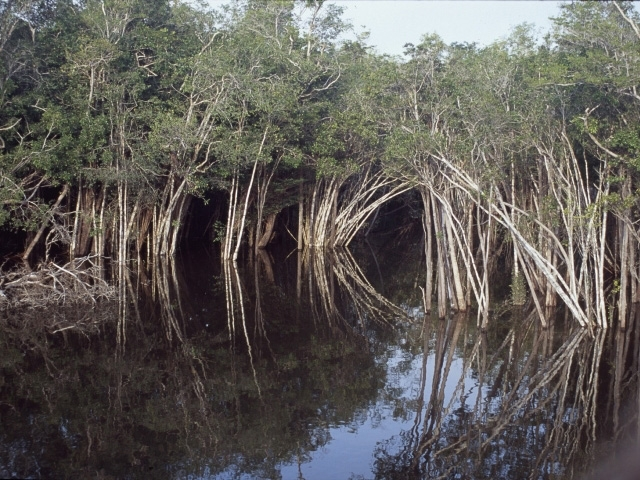
Igapó

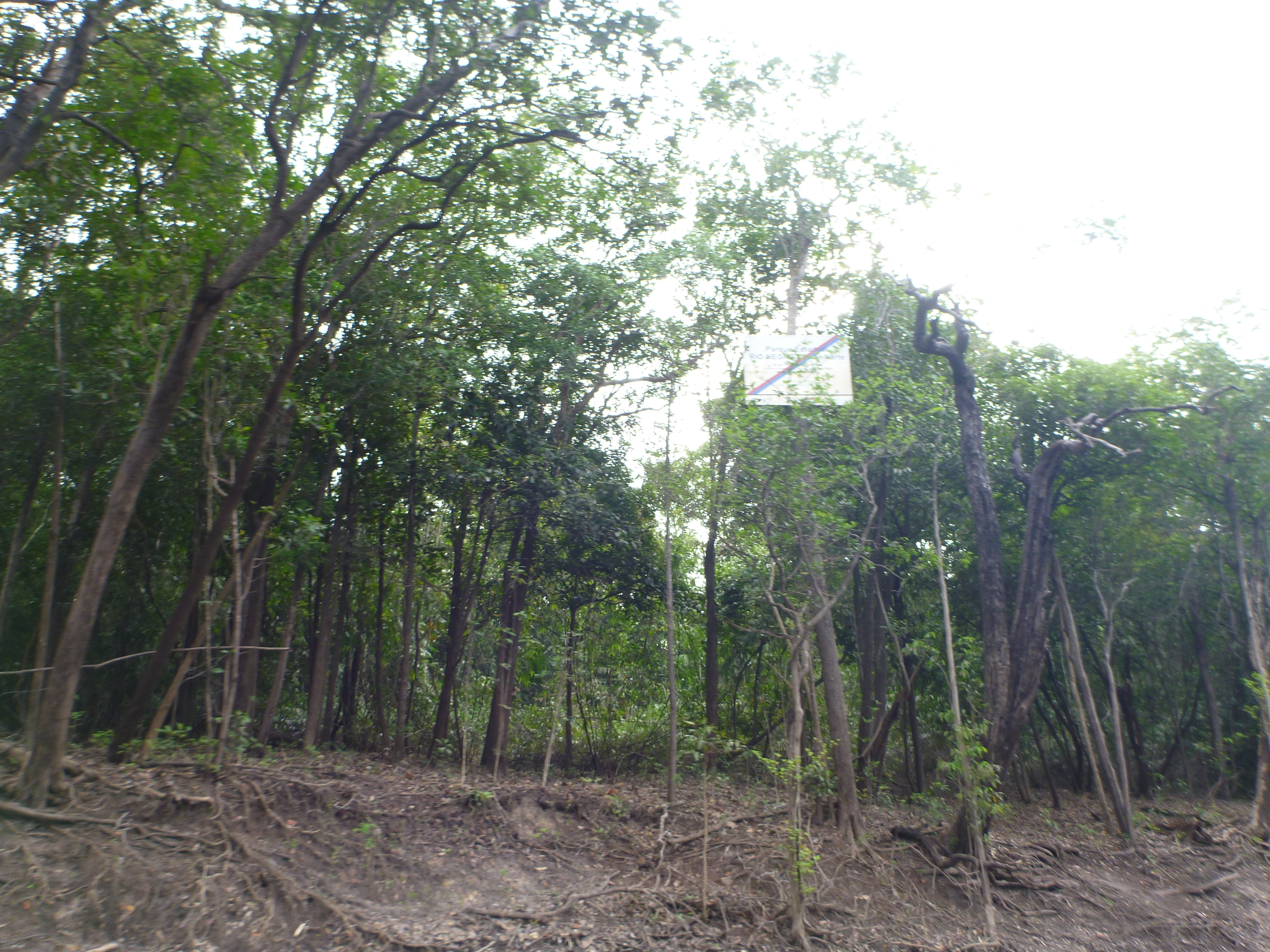
Igapó a vízmentes időszakban

A folyóparti mocsárerdő a trópusi növényzeti öv egyik intrazonális növénytársulása.

## Eredete, elterjedése
A keranga (trópusi fenyérerdő) az év nagy részében vízzel borított változata, tehát tápanyagszegény, savanyú homoktalajokon alakul ki. Dél-Amerika ÉK-i részén, Közép-Afrikában, de főleg Borneó és Szumátra szigetén terjedt el.
Az így kialakult tőzeges trópusi láperdő Ázsiában kerapah néven ismert. Brazíliában az ún. fekete vizű folyók (pl. Rio Negro) mentének hasonló típusú növénytársulása az igapó. Ennek legismertebb képviselője a Cantão mocsárerdő az Araguaia folyó medencéjében (Brazília Tocantins államában).

### Tőzeges trópusi láperdő
Jellemző növényei:
- a tőzegmohák (Sphagnum spp.)
- a pálmafélék (Arecaceae) és
- az óvilági trópusok flórabirodalmában (Paleotropos) a csavarpálma fajok (Pandanus spp.).

### Igapó
Növényzete olyan, erősen specializálódott fajokból (Cecropia spp., Ceiba spp., buritipálma (Mauritia flexuosa) stb.) áll, amelyek légző-, palánk- és támasztógyökerekkel védekeznek az anaerob körülmények és az áramló víz ellen.